# Ophthalmolampis delusor
Ophthalmolampis delusor är en insektsart som beskrevs av Marius Descamps 1978. Ophthalmolampis delusor ingår i släktet Ophthalmolampis och familjen Romaleidae. Inga underarter finns listade i Catalogue of Life.